# Joonas Rask
Joonas Rask (* 24. März 1990 in Savonlinna) ist ein finnischer Eishockeyspieler, der seit April 2019 beim Örebro HK aus der Svenska Hockeyligan unter Vertrag steht.

## Karriere
Joonas Rask begann seine Karriere als Eishockeyspieler in der Nachwuchsabteilung von Ilves Tampere, für dessen Profimannschaft er in der Saison 2008/09 sein Debüt in der SM-liiga gab. Dabei erzielte der Center in 27 Spielen ein Tor und gab eine Vorlage. In der folgenden Spielzeit steigerte er sich auf 19 Scorerpunkte in 43 Spielen. Daraufhin wurde der finnische Junioren-Nationalspieler im NHL Entry Draft 2010 in der siebten Runde als insgesamt 198. Spieler von den Nashville Predators ausgewählt.
2012 erhielt Rask einen NHL-Einstiegsvertrag von den Predators, wurde aber für die Spielzeit 2012/13 an Jokerit Helsinki ausgeliehen. Anschließend holten ihn die Predators nach Nordamerika, wo er ab April 2013 für deren Farmteam, die Milwaukee Admirals, in der American Hockey League spielte.
Im Sommer 2014 kehrte er nach Finnland zurück und wurde vom HIFK verpflichtet. Dort gehörte er in den folgenden fünf Jahren zu den Leistungsträgern, ehe er zur Saison 2019/20 in die Svenska Hockeyligan zum Örebro HK wechselte.

### International
Für Finnland nahm Rask an der U18-Junioren-Weltmeisterschaft 2008 und den U20-Junioren-Weltmeisterschaften 2009 und 2010 teil.  

## SM-liiga-Statistik
(Stand: Ende der Saison 2010/11)